# ? (албум)
? је други студијски албум америчког репера и певача XXXTentacion-a и његов последњи студијски албум који је објављен пре његовог убиства. Издат је 16. марта 2018. године од стране Бад Вибес Форевер, Царолине Дистрибутион и Цапитол Мусиц Гроуп. Уследило је издавање његовог дебитантског студијског албума 17 (2017) и продужене представе А Гхетто Цхристмас Царол (2017). Албум је првенствено продуцирао чест сарадник Џон Канингем, а укључује гостовања ПнБ Роцк, Травис Баркер, Јоеи Бадасс, Матт Ок, Рио Сантана, Јудах и Царлос Андрез.
Са више живих инструмената од 17, ? садржи низ жанрова, укључујући акустику, емо, алтернативни рок, трап и клауд реп . Вокал ХXXTentacionа на деловима албума је мање уздржан и ло-фи -исх у поређењу са 17, са његовим вокалима на интроспективним песмама преко клавирских и акустичних акорда гитаре који су више пројектовани. На другим деловима албума, XXXTentacion-oв стил подсећа на његов андерграунд звук, са њим како вришти. Албум су пратила три сингла: " Тужно! ", " Промене " и " Месечина ". Након смрти ХXXTentacionа 18. јуна 2018., "Тужно!" заузео прво место на Биллбоард Хот 100, где је ХXXTentacion постао прва група која је постхумно добила сингл број један на Хот 100 као главни извођач од  The Ноториоус БИГ- а са " Мо Монеи Мо Проблемс " 1997. године.
? добио је позитивне критике од критичара и постао први албум број један XXXTentacion-a у САД, дебитујући на првом месту Билборд 200 са 131.000 јединица еквивалентних албуму зарађених у првој недељи. Албум је од тада добио троструко платинасти сертификат од стране Асоцијације издавачке индустрије Америке (РИАА). На Спотифају, то је најпродаванији реп албум свих времена.  На <i id="mwQA">Биллбоард</i> Мусиц Авардс 2019, ? био је номинован за Топ <i id="mwQw">Биллбоард</i> 200 албум, између осталих номинација. Делук издање албума за годишњицу првобитно је требало да буде објављено 26. јула 2019, али је одложено за 6. септембар 2019, са инструменталима албума, А Гхетто Цхристмас Царол, гласовним белешкама са сесија снимања албума и нови материјал са америчким репером Риком Настијем и јапанском композиторком видео игрица Јоко Шимомура .

## Позадина
ХXXTentacion је објавио свој деби студијски албум, 17. августа 2017.  који је постигао комерцијални успех.  Након објављивања албума, најавио је да напушта музику због негативности и реакције,  иако је на крају потписао уговор о издавању једног албума од 6 милиона долара са Царолине Дистрибутион  и издао ЕП А Гхетто Цхристмас Царол на свом СоундЦлоуд-у на 11. децембра 2017. 
Након објављивања А Гхетто Цхристмас Царол, ХXXTentacion је најавио да припрема три нова албума  и на крају најавио наслове албума као Бад Вибес Форевер, Скинс, и ?, након пуштања у кућни притвор 23. децембра 2017.  Листу песама и датум објављивања потврдио је ХXXTentacion 12. марта 2018. путем друштвених медија.  

## Композиција
За разлику од 17, албум садржи низ жанрова, укључујући алтернативни рок, емо,  трап, акустику, и клауд реп . Песма "И Дон'т Евен Спеак Спанисх лол" је означена као регетон поп, док је "Инфинити (888)" класична хип хоп песма.  Вокал ХXXTentacionа на деловима албума је мање уздржан и ло-фи -исх у поређењу са 17, са његовим вокалима преко клавира и акордима акустичне гитаре који су више пројектовани.  У другим деловима албума, ХXXTentacion-ов стил подсећа на његов андерграунд звук пре „ Погледај ме “, при чему он приказује бес кроз вриштање . 

## Промоција
Насловна слика је први пут приказана на Инстаграм причи ХXXTentacion-а 28. јануара 2018. са натписом „ускоро“. Касније тог дана, објаснио је да:
„Ови албуми нису о речима, већ о осећају... биће веома тешко разумети, али веома лако слушати... није оно што очекујете, чак и ако се осећате као да разумете моју музику, будите спремни да не разумете ову музику."
ХXXTentacion је 21. фебруара 2018. објавио песму „ Хопе “ на свом СоундЦлоуд-у, посвећену преживелима пуцњаве у средњој школи Стонеман Даглас .   ХXXTentacion је касније 18. марта 2018. организовао бенефицијску емисију за преживеле  и изразио саучешће жртвама пуцњаве.  25. фебруара 2018, након објављивања песме „Хопе“, репер је објавио нејасне поруке на друштвеним мрежама у којима је оптужио канадског репера Дрејка да му је претио убиством уз грубе фотошоповане Дрејкове слике.   ХXXTentacion је наставио да тврди да су његови налози хаковани, док се спекулисало да је вређао репера због промоције песме "Сад!" и „Промене“. 

## Критички пријем
У позитивној рецензији, онлајн публикација ХотНевХипХоп је навела да „Упркос опуштеном средњем делу, ? садржи неке од Кс-ових најизнијансираних и најимпресивнијих материјала до сада“, додајући да је „Кс-ова посвећеност поштовању његових различитих утицаја задивљујућа, али му је можда и припадало да потрошим мало више времена на секвенцирање овог уметничког калеидоскопа“. XXЛ је албуму дао позитивну рецензију и написао: „Албум звучно иде на све стране — мач са две оштрице који понекад може да створи вртоглаво, неповезано слушање. Ипак, ? је Кс-ова најстимулативнија понуда до сада и са мало више фокуса на структуру и кохезију, Кс-ов најбољи рад би могао да буде испред њега.“
На <i id="mwxw">Биллбоард</i> Мусиц Авардс 2019, ? био је номинован за Топ <i id="mwyg">Биллбоард</i> 200 албум, између осталих номинација. 

? дебитовао на броју један на америчком Билборду 200 са 131.000 јединица еквивалентних албуму, са 20.000 продатих чистих албума.  Био је то једини албум број један ХXXTentacion-а у САД током његовог живота.  Албум је 7. августа 2018. године добио платинасти сертификат од стране Америчког удружења издавачке индустрије (РИАА), а касније је четвороструко платинасти 2022. 
? такође је достигао број један у Канади, Чешкој, Данској, Новом Зеланду, Норвешкој и Шведској. Након смрти ХXXTentacionа, албум је достигао нови врхунац број један у Холандији. Такође се попео на Билборд 200 са броја двадесет четири на три, зарадивши 94.000 јединица.  Као и у Сједињеним Државама, албум је платинасти у Канади, Француској, Италији, Шведској и троструко платинасти у Данској.
Делук издање албума за годишњицу првобитно је требало да буде објављено 26. јула 2019, али је одложено за 6. септембар 2019, са инструменталима албума, ЕП А Гхетто Цхристмас Царол (2017), гласовним белешкама са сесија снимања албума и нови материјал са америчким репером Риком Настијем и јапанском композиторком видео игрица Јоко Шимомура .
Делук издање албума за годишњицу првобитно је требало да буде објављено 26. јула 2019, али је одложено за 6. септембар 2019, са инструменталима албума, ЕП А Гхетто Цхристмас Царол (2017), гласовним белешкама са сесија снимања албума и нови материјал са америчким репером Риком Настијем и јапанском композиторком видео игрица Јоко Шимомура. 